# Szentes
Szentes est une ville et une commune du comitat de Csongrád en Hongrie.

## Géographie
Szentes est située à 50 kilomètres au nord-est de Szeged et à 30 kilomètres au nord de Hodmezovasarhely. 
Szentes est sur la rive d'un bras de la rivière Tisza, le lit principal de la rivière se trouvant à trois kilomètres à l'ouest.

## Population
| 2013   | 2014   | 2018   | 2021   |
| ------ | ------ | ------ | ------ |
| 28 456 | 28 190 | 27 080 | 26 218 |

| 2022   | 2023   | 2024   | - |
| ------ | ------ | ------ | - |
| 25 079 | 25 417 | 24 905 | - |

## Économie
La ville dispose de quelques sites industriels tels que la société Legrand sur son territoire.

## Transports

### Liaisons routières
Szentes est accessible par la route principale 45, par la route principale  451, la route principale 5  et l'autoroute M5.

### Transport ferroviaire
La gare de Szentes (hu) est desservie par la ligne de Kiskunfélegyháza à Orosháza et la ligne de Szolnok à Hódmezővásárhely.

## Personnages célèbres
- István Örkényi Strasser, sculpteur et enseignant, né à Szentes
- Demeter Balla, photographe, né à Szentes
- Pál Orosz (1939-2014), footballeur et entraîneur
- László Pusztai (1946-1987), footballeur
- István Szelei (1960-), escrimeur
- Noémi Tóth (1976-), joueuse de water-polo

## Jumelages
La ville de Szentes est jumelée avec :
| Ville | Ville                         | Pays | Pays      |
| ----- | ----------------------------- | ---- | --------- |
|       | Bačka Topola                  |      | Serbie    |
|       | Buñol                         |      | Espagne   |
|       | conseil régional Hof Ashkélon |      | Israël    |
|       | Dumbrăvița                    |      | Roumanie  |
|       | Kaarina                       |      | Finlande  |
|       | Markgröningen                 |      | Allemagne |
|       | Sankt Augustin                |      | Allemagne |
|       | Sevlievo                      |      | Bulgarie  |
|       | Sfântu Gheorghe               |      | Roumanie  |
|       | Skierniewice                  |      | Pologne   |
|       | Svätuše                       |      | Slovaquie |